# NGC 3862
NGC 3862 é uma galáxia elíptica (E) localizada na direcção da constelação de Leo. Possui uma declinação de +19° 36' 23" e uma ascensão recta de 11 horas, 45 minutos e 05,0 segundos.
A galáxia NGC 3862 foi descoberta em 27 de Abril de 1785 por William Herschel.